# صفحه نمایش همیشه‌روشن

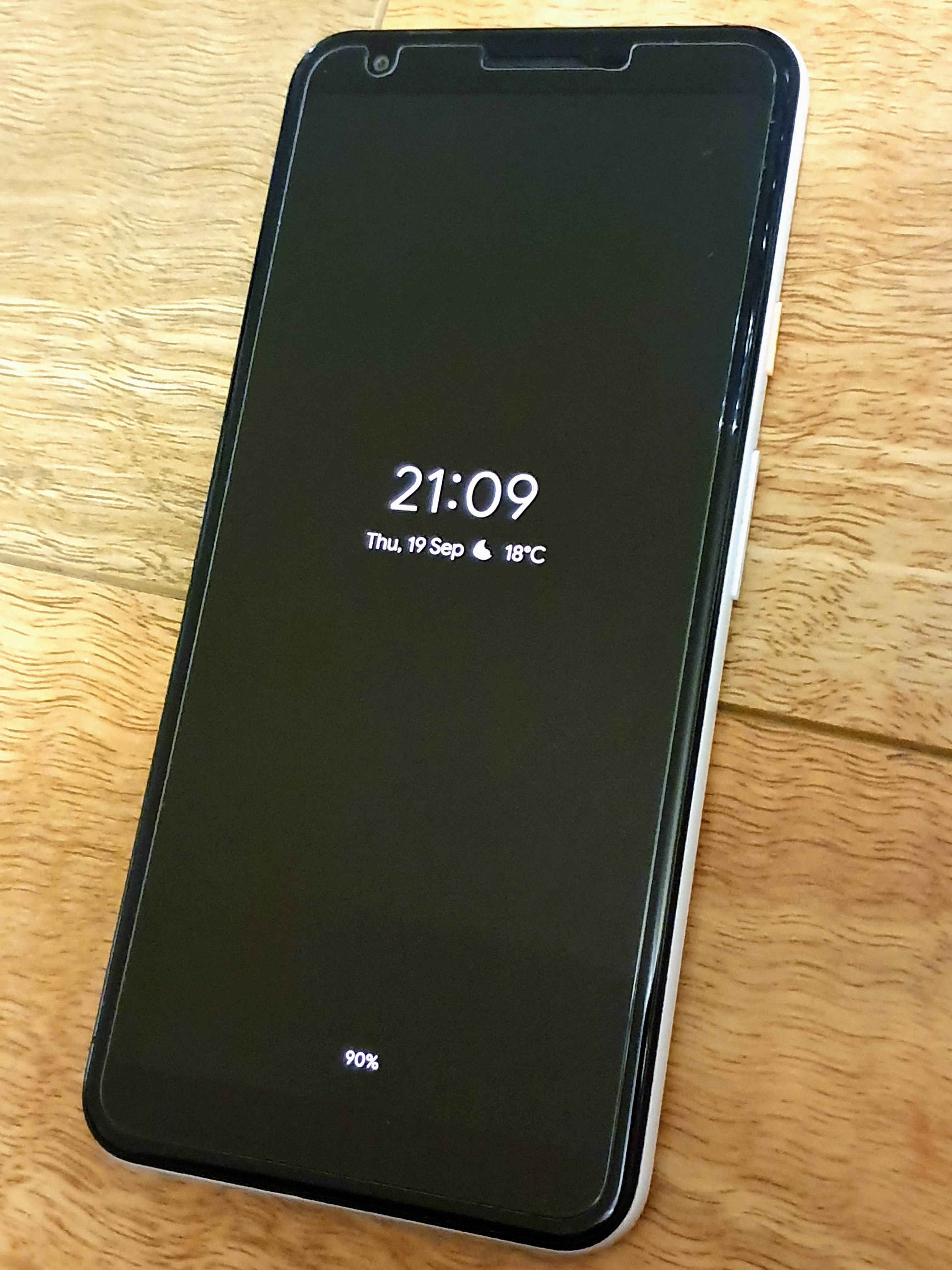
نمونه‌ای از صفحه نمایش همیشه‌روشن در پیکسل ۳ای

صفحه نمایش همیشه روشن (به انگلیسی: Always-On Display یا AOD) یک ویژگی از صفحه نمایش‌های اولد است که بر روی مدل‌های به‌خصوصی از تلفن‌های همراه وجود دارد.
این ویژگی ابتدا با نوکیا ان۸۶ عرضه شد، و بعداً به‌طور گسترده‌ای در تلفن‌های لومیا به‌کار گرفته شد. بعدها در تلفن‌های اندرویدی شامل مدل‌های موتو ایکس و موتو زد، ال‌جی جی۵، جی۶، وی۳۰، سامسونگ گلکسی اس۷، اس۸، اس۹، نوت ۷، نوت۸ و گوگل پیکسل ۲ به کار گرفته شد.
به کمک این خصوصیت، تنها بخش‌های به‌خصوصی از صفحه تلفن روشن می‌شوند و اطلاعاتی شامل ساعت، تاریخ و درصد باتری و اطلاع‌رسانی‌ها را نشان می‌دهند.
با توجه به فناوری صفحه نمایش‌های سوپرآمولد، بخش‌های فاقد اطلاعات کاملاً خاموش می‌شوند و به کمک این ویژگی، در استفاده از باتری صرفه‌جویی زیادی می‌شود. این نوع از صفحه نمایش همیشه‌روشن اولین بار در سامسونگ گلکسی اس۷ و اس۷اج رونمایی شد.